# コンピュータ支援教育
コンピュータ支援教育（コンピュータしえんきょういく）とは、コンピュータを用いて行う教育のことである。CAI（computer-assisted instruction または computer-aided instruction）の訳語として用いられる。

## 概要
コンピュータ支援教育については、主に「CAI」と表記されることが多く、おおむね学校教育などにおいてコンピュータを最大限に活用しようとすることを意味することが多い。学校へのコンピュータの導入は、1980年代から段階的に行われており、その時にコンピュータに教育活動の一部を担わせることができないかと検討された結果、コンピュータ支援教育（CAI、computer-assisted instruction または computer-aided instruction）の概念が生じてきたと考えられている。
現在の教育技術の研究において、コンピュータを通じた学習を中心に据えるという観点の「コンピュータ支援教育に関する研究」は、ほとんど見られなくなっている。かつて「コンピュータ支援教育」に分類されていた一部の研究分野については、eラーニングに関する研究やデジタル教材・マルチメディア教材に関する研究に移行している。
なお、情報環境の整備という観点においては、研究がされており、教材提示用のディスプレイ、教室内のパーソナルコンピュータの活用、学校における電子メールの扱いなどについて、話題にあがることも増えてきているといわれている。

## 歴史
1950年代、アメリカの心理学者B. F. スキナーは、オペラント条件づけの原理に基づいたプログラム学習を提唱し、これを具現化するものとしてメカニカルなティーチングマシンを試作した。さらに1950年代末にはN. A. クラウダーによって、学習者ごとに学習内容が可変となる枝分かれ型プログラムによるティーチングマシンが提唱された。
コンピュータ支援教育はプログラム学習のティーチングマシンをそのままコンピュータに置き換えたものである。出題とコンピュータとの親和性は高く、先進的な教師が各教科のドリル、穴埋め、選択問題などを作成運用する事例や教材業者のパッケージ販売がみられた。コンピュータ支援教育の概念が登場した当初は、コンピュータ仕掛けのティーチングマシンによって学習者1人1人の理解度に応じた学習内容を提供することができ、個別指導が可能な教育情報システムを構築することができると考えられた。しかし、実際に理想的なシステムを構築することは困難であり、コンピュータ支援教育によって教育の質を向上させることは、1990年代半ばに見直しがなされるようになった。
1990年代にコンピュータネットワークが大きく発達したことと、各個人の情報リテラシー能力が大幅に向上したことなどを受け、コンピュータ支援教育 (CAI) という形ではなく、コンピュータを用いた訓練である CBT (computer-based training) や WBT (web-based training) などが考案され、2000年代以降は、CBTやWBTの概念を活用したeラーニングの語が盛んに用いられるようになった。
また一方で、情報環境の整備が大きく進んだことにともない、教育において基礎的基本的な情報機器の活用という観点から、コンピュータ支援教育が捉えられるようにもなってきている。

## 情報環境の整備例

### 教材提示用のディスプレイ
初歩的な情報環境の一つに教材提示用のディスプレイがある。教材提示用ディスプレイとは、コンピュータ教室などに設置されている学習者用のパーソナルコンピュータ (PC) のかたわらに据えられたディスプレイのことで、通称では、「サブ・ディスプレイ」や、学習者のパーソナルコンピュータ (PC) 2台につき1台を共有する場合「中間ディスプレイ」と呼ばれる。
初歩的なコンピュータ支援教育の形態として、教材提示用のディスプレイに教師が画像を表示させ、表示された画像を見て学習者が比較実習などを行うという方法がある。教材提示用ディスプレイは、基本的に学習者用のパーソナルコンピュータ (PC) と接続されず、教材提示のみに用いられる。
現在、学校などにあるコンピュータ教室には、教材提示用ディスプレイが標準的な設備として定着している場合が多く、また教材提示用ディスプレイは、プロジェクタの代わりやそれより優れた提示装置になり得るため、理科教室や視聴覚教室にも導入されることが多い。理科教室や視聴覚教室における使用例も広義におけるコンピュータ支援教育といえる。
教材提示用ディスプレイにRGB信号分配器の要領で教師側からパーソナルコンピュータ (PC) やDVD・VHSなどの画像を表示させ、学習者は、表示された画像を見る。なお、通常市販されているアナログRGB分配器では、学習者分（20～50人ほど）の分配に耐えることは難しいため、このような形態のコンピュータ支援教育に使用するための画像分配器を開発・販売しているメーカーがある。ランドコンピュータやコンピュータエデュケーションシステム、トーエイ工業、関西電機が、コンピュータ支援教育用の画像分配器を開発・製造・販売している企業にあたる。